# Annette Fugmann-Heesing
Annette Fugmann-Heesing (* 6. Januar 1955 in Petershagen) ist eine deutsche Politikerin der SPD. Sie war Mitglied im Abgeordnetenhaus von Berlin, hessische Finanzministerin und Finanzsenatorin von Berlin.

## Leben

### Ausbildung und Familie
Annette Fugmann-Heesing ist die Tochter eines Innenausstatters und Handelsvertreters. Sie ist seit 1982 mit einem Verkehrsingenieur verheiratet und hat zwei erwachsene Töchter, Britta und Frauke. Seit 1996 wohnt sie im Bayerischen Viertel im Berliner Ortsteil Schöneberg.
Fugmann-Heesing machte im Jahr 1973 ihr Abitur und studierte zwischen 1973 und 1980 Rechtswissenschaften an der Universität Bielefeld und in Freiburg im Breisgau. Sie studierte mit einem Stipendium der Studienstiftung des deutschen Volkes und schloss ihre Ausbildung 1980 mit dem zweiten juristischen Staatsexamen ab. Zwischen 1980 und 1983 war sie wissenschaftliche Mitarbeiterin an der Universität Bielefeld am Lehrstuhl von Dieter Grimm. Im Jahr 1983 promovierte sie über Parkvorsorge in Städten, rechtliche Fragen und praktische Auswirkungen auf die Stadtstruktur unter besonderer Berücksichtigung US-amerikanischer Erfahrungen. Zuvor war sie 1979 und 1982 jeweils für vier Monate in den USA und hat in der Stadtverwaltung von Norwalk mitgearbeitet.
Als evangelische Christin engagiert sie sich seit ihrer Jugend in der Gemeindearbeit. Heute ist sie Mitglied im Arbeitskreis Christinnen und Christen in der SPD und im Gemeindekirchenrat der evangelischen Kirche Zum Heilsbronnen im Ortsteil Schöneberg.

### Erste berufliche Tätigkeiten
Fugmann-Heesing nahm 1983 eine Tätigkeit als Regierungsrätin im Regierungsbezirk Detmold auf und war in den Dezernaten für Verkehr, Polizei und Kommunalaufsicht tätig. 1985 wechselte sie in den Bereich Projektplanung der Staatskanzlei in Düsseldorf.
Im gleichen Jahr wurde sie Stadtkämmerin in Herford und blieb dies bis 1991. Nebenamtlich war sie Geschäftsführerin der Stadtwerke Herford, Lehrbeauftragte in der Juristenausbildung des Landes Nordrhein-Westfalen und der Ausbildung von Beschäftigten des öffentlichen Dienstes an der Verwaltungs- und Wirtschaftsakademie Ostwestfalen-Lippe.

### Hessische Finanzministerin
Hessens Ministerpräsident Hans Eichel (SPD) berief Fugmann-Heesing 1991 zur hessischen Finanzministerin. In dieser Position war Fugmann-Heesing von 1991 bis 1994 die Vorsitzende des Aufsichtsrats des Frankfurter Flughafens (heute Fraport AG) sowie Mitglied in den Aufsichtsräten der Messe Frankfurt und PreussenElektra.
Im Jahr 1994 trat sie vom Amt als Finanzministerien zurück, nachdem sie die politische Verantwortung für Unregelmäßigkeiten der hessischen Lottogesellschaft übernommen hatte. Von 1994 bis Januar 1996 übte sie eine Lehrstuhlvertretung für Öffentliches Recht an der Universität Bielefeld aus.

### Finanzsenatorin in Berlin
Nach der Wahl in Berlin 1995 wurde sie im Januar 1996 vom Regierenden Bürgermeister Eberhard Diepgen (CDU) zur Finanzsenatorin von Berlin berufen. Nach der Berufung von Christine Bergmann ins Bundeskabinett nach der Bundestagswahl 1998 übernahm sie zusätzlich das Amt der Bürgermeisterin von Berlin. Als verantwortliche Senatorin setzte sie den Verkauf der Bewag (Strom), der Gasag (Gas), der Wohnungsbaugesellschaft GEHAG und die Teilprivatisierung der Berliner Wasserbetriebe durch.
Das komplizierte, geheime Vertragswerk zwischen den Berliner Wasserbetriebe AöR und den privaten Investoren RWE, Vivendi (jetzt Veolia) und Allianz hatte sie maßgebend entwickelt. Rund zwölf Jahre später gab es einen erfolgreichen Volksentscheid zur Offenlegung der Verträge durch die Bürgerinitiative Berliner Wassertisch. Die Veröffentlichung wurde durch eine Vorveröffentlichung der Tageszeitung taz zum Teil vorweggenommen. In den Verträgen war eine Gewinngarantie zugunsten der privaten Teilhaber und zuungunsten der öffentlichen Hand fixiert worden, die eine erhebliche Steigerung der Berliner Wasserpreise zeitigte.
Fugmann-Heesing war in den Jahren 1996 bis 2000 Aufsichtsratsmitglied der Bankgesellschaft Berlin sowie von 1996 bis 2001 der Landesbank Berlin (LBB). Die Geschäftspolitik der Bankgesellschaft Berlin, die 2001 im Berliner Bankenskandal mündete, fand unter ihrer Aufsicht statt.
Ihre Aufsichtsratsmandate bei der Berlin Brandenburg Flughafen-Holding legte Fugmann-Heesing 1999 nieder, nachdem das Oberlandesgericht Brandenburg ein Ausschreibungsverfahren zu einem Großprojekt wegen ihres Doppelmandats sowohl auf Bieterseite, als auch auf der Ausschreibungsseite, für ungültig erklärten.
Fugmann-Heesing wurde 1999 von ihrer Partei nicht mehr für den Senat von Berlin nominiert.

### Mitglied im Berliner Abgeordnetenhaus
Im Jahr 1999 wurde Fugmann-Heesing Mitglied des Berliner Abgeordnetenhauses. Sie war Mitglied in den Ausschüssen für Kulturelle Angelegenheiten sowie für Wissenschaft und Forschung. 2011 verlor sie ihr Direktmandat und errang auch kein Listenmandat.

### Geschäftsführerin g.e.b.b
Nach ihrer Zeit als Senatorin in Berlin war sie im Auftrag des damaligen Verteidigungsministers Rudolf Scharping von 2000 bis 2001 Geschäftsführerin der Gesellschaft für Entwicklung, Beschaffung und Betrieb mbh (g. e. b. b.) der Bundeswehr.

### Aktuelle Tätigkeiten
Seit 2002 ist Fugmann-Heesing freiberufliche Unternehmensberaterin. Sie arbeitet als Beraterin der im Private-Public-Partnership-Gewerbe (PPP) arbeitenden Unternehmensberatungsgesellschaft BBD Berliner Beratungsdienste.
Sie ist seit 2011 Mitglied des Aufsichtsrats der RAG Aktiengesellschaft und der RAG Deutsche Steinkohle AG. Sie ist die stellvertretende Sprecherin des Managerkreises der Friedrich-Ebert-Stiftung und Sprecherin der Regionalgruppe Berlin Brandenburg.

## Wirken in der SPD
Sie nahm bis 1991 verschiedene Funktionen in der SPD Nordrhein-Westfalen wahr. Unter anderem gehörte sie dem Landesvorstand der Arbeitsgemeinschaft sozialdemokratischer Juristen und der Sozialdemokratische Gemeinschaft für Kommunalpolitik an.
Von 2000 bis 2006 war sie stellvertretende Landesvorsitzende der Berliner SPD. Auf dem Parteitag am 1. April 2006 scheiterte die Wiederwahl an der erforderlichen Mehrheit.

## Funktionen im kulturellen Bereich und Bildungsbereich
Weiterhin war sie Vorsitzende im Förderverein Berlinische Galerie und die Vorsitzende der Fred-Thieler-Stiftung in der Berlinischen Galerie. Sie war im Vorstand des Berliner Wirtschaftsgespräche e. V. und dem August Bebel Institut, eine der SPD nahestehende Einrichtung zur politischen Bildung.
Darüber hinaus ist sie in verschiedenen Funktionen im kulturellen Bereich und Bildungsbereich engagiert:
- Mitglied und Vorsitzende des Hochschulrates der Universität Bielefeld seit 28. Mai 2008.[10]
- Mitherausgeberin der Fachzeitschrift Das Hochschulwesen des UniversitätsVerlagWebler in Bielefeld.[11]
- Mitglied des Stiftungsrates der Stiftung Berlinische Galerie[12]
- Museum für moderne Kunst, Vorsitzende Förderverein Berlinische Galerie e. V. (bis 2016)[13]
- Mitglied im Kuratoriums der Stiftung St. Matthäus (Kulturstiftung der Evangelischen Kirche Berlin-Brandenburg-schlesische Oberlausitz)
- Mitglied im Gemeindekirchenrat der Evangelischen Kirchengemeinde zum Heilsbronnen[14]
- Mitglied im Kuratorium der BEST-Sabel-Hochschule Berlin
- Vorstand der Lauterbach Stiftung (Stiftungszweck: Bildungsförderung)

## Werke (Auswahl)
- Annette Fugmann-Heesing: Parkvorsorge in Städten Rechtliche Fragen und praktische Auswirkungen auf die Stadtkultur unter besonderer Berücksichtigung US-amerikanischer Erfahrungen (Dissertation) In: Neue Schriften des Deutschen Städtetages. Nr. 49, Stuttgart 1984, ISBN 3-17-008755-X
- Annette Fugmann-Heesing: Bildung: Wie wir wieder Spitze werden. Vorwärts Buch, 2011, ISBN 978-3-86602-272-0
- Annette Fugmann-Heesing, Gesine Schwan: Bildung: Ware Oder Öffentliches Gut, Eine Streitschrift. Vorwärts Buch, 2011, ISBN 978-3-86602-799-2
- Annette Fugmann-Heesing: Gemeindesteuern: Die Zukunft von Gewerbe- und Grundsteuer. In: Gemeindefinanzpolitik in der Krise. Evangelische Akademie Loccum, Loccumer Protokoll 67/10, Rehburg-Loccum 2011, ISBN 978-3-8172-6710-1
- Annette Fugmann-Heesing: Bildung und ökonomische Entwicklung. In: Ökonomisierung des Hochschulwesens: Redebeiträge und Thesen des 17. Glienicker Gesprächs. Fachhochschule für Wirtschaft und Rechtspflege, Nr. 27, Berlin 2006, ISBN 978-3-933633-81-1, S. 25–31 (PDF; 3,7 MB)
- Annette Fugmann-Heesing: Mitarbeitermotivation – ein Fremdwort für die öffentliche Verwaltung? In: Verwaltung und Management. Jg. 1, 1995, S. 270–274, 365–370

Veröffentlichungen in Autorengemeinschaft für die Bertelsmann Stiftung
- Annette Fugmann-Heesing, Martin Junkernheinrich: Eine nachhaltige Reform der Gemeindefinanzierung, Das Drei-Säulen-Modell der Bertelsmann-Stiftung. Gütersloh 2011 (PDF; 811 kB)
- Gisela Färber, Annette Fugmann-Heesing u. a.: Reform der Gemeindefinanzen: Ein Vorschlag der Bertelsmann Stiftung. Gütersloh 2003 (PDF; 321 kB)

Veröffentlichungen in Autorengemeinschaft für den Managerkreis der Friedrich-Ebert-Stiftung
- Peter Draheim, Gitta Egbers, Annette Fugmann-Heesing u. a.: Bildung macht reich – Mehr Praxisorientierung in Bildung und Weiterbildung. Bonn 2009, ISBN 978-3-86872-070-9 (PDF; 1,3 MB)
- Gitta Egbers, Annette Fugmann-Heesing u. a.: Bildung und Beschäftigung. Bonn 2005, ISBN 3-89892-422-X (PDF; 788 kB)

Veröffentlichungen in Autorengemeinschaft für die Berlinische Galerie
- Annette Fugmann-Heesing, Friedrich Meschede: Bernard Frize – Fred Thieler Preis für Malerei 2011. Berlinische Galerie, Berlin 2011, ISBN 978-3-940208-16-3.
- Michael Callies, Annette Fugmann-Heesing: Sergej Jensen – Fred Thieler Preis für Malerei 2013. Berlinische Galerie, Berlin 2013, ISBN 978-3-940208-27-9.